# 弦楽四重奏曲第2番 (チャイコフスキー)
弦楽四重奏曲第2番 ヘ長調 作品22は、ピョートル・チャイコフスキーが1874年に作曲した弦楽四重奏曲。有名な第1番の影に隠れてあまり知られていないが、ロシアでは比較的ポピュラーであり、チャイコフスキー自身もこの作品に自信をもっていたという。
コンスタンチン・ニコラエヴィチ大公に献呈されている。

## 概要
この曲は1873年末（翌1874年初めという説もある）から1874年1月30日にかけ、異例なほどの速さで書かれた。このことをチャイコフスキーは、弟への手紙の中で「これほどにたやすく、すらすらと書いた曲はこれまでなく、ほとんど一気に作曲した」と述べている。そして、この曲をチャイコフスキーは晩年まで高く評価しており、特にその第1楽章を自分の内面から沸き起こったものによる本当に感情のこもった作品として、誇りに思っていたという。
初演は1874年3月22日にフェルディナント・ラウプらによりモスクワ音楽協会室内楽演奏会で行われて好評を博し、著名なヴァイオリニストのレオポルト・アウアーは「ベートーヴェン的な力を持っている」と絶賛したという。

## 曲の構成
この曲は以下の4楽章から成る。
- 第1楽章 - アダージョ―モデラート・アッサイ、ヘ長調
- 第2楽章 - スケルツォ：アレグロ・ジュスト、変ニ長調
- 第3楽章 - アンダンテ・マ・ノン・タント、ヘ短調
- 第4楽章 - アレグロ・コン・モト、ヘ長調